# Чакотай
Чако́тай (англ. Chakotay [tʃəˈkoʊteɪ]) — персонаж научно-фантастического телевизионного сериала «Звёздный путь: Вояджер».

## Биография
Чакотай (слышится как Чакотэ) родился в 2329 году в традиционном индейском племени. В 2344 году он исполнил свою детскую мечту поступив в Академию Звёздного Флота, которую он успешно окончил в 2348 году в звании лейтенант-коммандера.
Когда его родная планета в Демилитаризированной Зоне была занята кардассианцами, Чакотай бросил Звёздный Флот и присоединился к повстанческому движению «Маки», где занял должность капитана корабля «Вальжан» (англ. Val Jean, Valjean).
Первое появление можно наблюдать в сериале «Звёздный путь: Глубокий космос 9» сезон 2 эпизод 21 (правда в исполнении другого актера), посвящённый маки, примерно с 35 минуты.
После гибели «Вальжана» в Квадранте Дельта, капитан звездолета Звёздного Флота «Вояджер» (англ. USS Voyager) Кэтрин Джейнвэй приняла его экипаж на борт. Чакотай получил должность первого офицера и был восстановлен в звании коммандера. После возвращения на Землю был назначен капитаном «Вояджера» (исходя из последующих книжных публикаций). Во время путешествия по Дельта-квадранту сблизился с Седьмой-из-девяти.
Известные члены «Маки» — члены команды корабля Чакотая, перешедшие на «Вояджер»: Б’Еланна Торрес, Лон Судер, Курт Бендера, Кеннет Долби, Мария Хенли, (Первое имя неизвестно) Аяла, (FNU) Хоган, (FNU) Джэксон; «Баджорка» Сеска (кардассианский шпион), Джеррон и Ярвин; Болиан, Челл.